# Glastonbury 2000
Glastonbury 2000 is een livealbum van de Britse muzikant David Bowie, uitgebracht in 2018. Op het album staat een concert dat Bowie gaf tijdens het Glastonbury Festival op 25 juni 2000, waar hij op zondag de hoofdact was. Achttien jaar na het concert werden zowel de audio- als de video-opname voor het eerst officieel uitgebracht.

## Achtergrond
In de jaren '90 van de twintigste eeuw gaf Bowie veel live-optredens, maar speelde hij bijna nooit zijn grootste hits. Tijdens de zogeheten Mini Tour, bestaande uit vier concerten in 2000, speelde hij voor het eerst sinds lange tijd weer shows waarin hij zijn bekendste nummers vertolkte. Het was tevens voor het eerst sinds 1971 dat Bowie op het festival optrad. Door de organisatoren van het Glastonbury Festival wordt het optreden van Bowie in 2000 gezien als een van de beste optredens op het festival ooit. Het concert verscheen vaak op bootlegalbums voordat het in 2018 officieel werd uitgebracht.

## Nummers
- Alle nummers geschreven door Bowie, tenzij anders vermeld.

1. "Introduction (Greensleeves)" (gespeeld door Mike Garson) (traditioneel) – 1:48
2. "Wild Is the Wind" (Dmitri Tjomkin/Ned Washington) – 6:54
3. "China Girl" (Bowie/Iggy Pop) – 4:24
4. "Changes" – 3:40
5. "Stay" – 7:12
6. "Life on Mars?" – 4:42
7. "Absolute Beginners" – 7:50
8. "Ashes to Ashes" – 5:21
9. "Rebel Rebel" – 4:12
10. "Little Wonder" (Bowie/Reeves Gabrels/Mark Plati) – 3:57
11. "Golden Years" – 4:07
12. "Fame" (Bowie/John Lennon/Carlos Alomar) – 4:25
13. "All the Young Dudes" – 3:43
14. "The Man Who Sold the World" – 3:51
15. "Station to Station" – 9:49
16. "Starman" – 4:50
17. "Hallo Spaceboy" (Bowie/Brian Eno) – 5:28
18. "Under Pressure" (Bowie/Freddie Mercury/Brian May/Roger Taylor/John Deacon) – 5:23
19. "Ziggy Stardust" – 3:54
20. ""Heroes"" (Bowie/Eno) – 5:57
21. "Let's Dance" – 7:06
22. "I'm Afraid of Americans" (Bowie/Eno) – 5:43